# Santuario Católico del Señor de los Milagros de Andacocha
El Santuario Arquidiocesano del Señor de los Milagros de Andacocha, es un templo cristiano católico que se encuentra ubicado en el cantón Guachapala, Provincia de Azuay, Ecuador.

## Historia
El comienzo de la devoción al Señor de los Milagros se inició en 1957, debido a que el agricultor Manuel Corte Juela estaba trabajando la tierra cuando encontró una imagen de Cristo muy llamativa, por lo que la guardó, y un día que se preparaba para ir a visitar al Señor de los Milagros, en Gualaceo, el Cristo le hizo una revelación: "no hay necesidad de ir tan lejos si el Señor está con ustedes, pasa una misa y el universo entero vendrá a venerarme".
El campesino cumplió su pedido y comentó a los vecinos. La noticia se expandió por todas las comunidades de la región y, años más tarde, se construyó la capilla en el sitio donde Manuel Corte encontró la imagen.
Desde la fecha se le atribuye innumerables milagros concedidos a sus devotos.

## Características y estilo
Es de estilo moderno, donde se rescata de la arquitectura antigua de la que fue hecho este santuario

### Leyenda

#### Aparición del Señor de los Milagros de Adacocha
Un día llegaron un grupo de marinos chilenos, ellos perdidos en alta mar y en evidente peligro de morir, se habían encomendado en una imagen que encontraron en el barco, que antes había transportado emigrantes sudamericanos. Se salvaron. De regreso pasaron 3 años buscando de donde procedía la imagen, hasta que dieron con Adacocha".

#### Retorno del Señor de los Milagros de Adacocha
Los pobladores cuentan que con la excusa de que el Señor Manuel Corte y los devotos del Señor de Adacocha bebían mucho y no sabía que hacían con el dinero, le quitaron la imagen y lo trasladaron a la iglesia de Guachapala, pero por la noche el Señor regresaba a su iglesia en el cerro, esto se repitió una y otra vez, que acabaron dejándolo en Andacocha, pero con un supervisor.

## Ubicación
Se encuentra ubicado a 10 minutos del centro del cantón Guachapala, a 40 minutos de la ciudad de Cuenca y a 1 hora y 20 minutos de la ciudad de Azogues, Cañar. Hasta hace unos 20 años, se accedía únicamente a pie por un camino de herradura, pero actualmente, ya se lo hace en vehículos por medio de una carretera asfaltada.